# Une famille meurtrie
Pour plus de détails, voir Fiche technique et Distribution.
Une famille meurtrie (Just Ask My Children) est un téléfilm américain diffusé en 2001 et réalisé par Arvin Brown.

## Synopsis
En Californie au début des années 80, Brenda et Scott Kniffen mènent une vie paisible et heureuse avec leurs deux fils, Brandon et Brian. En revanche, leurs amis, les McCuan, ont plus de problèmes. Debbie raconte que sa belle-mère se mêle avec insistance de l'éducation de leurs enfants. Les McCuan demandent alors aux Kniffen de leur servir de témoins de moralité. Ils acceptent. Mais un jour, la police débarque dans la maison de Brenda et Scott et les emmène. La belle-mère de Debbie, convaincue que ses petites-filles ont été victimes de violences sexuelles, a réussi à faire impliquer les Kniffen. Le couple se voit accusé de pédophilie...

## Fiche technique
- Réalisation : Arvin Brown
- Année de production : 2001
- Durée : 91 minutes
- Format : 1,78:1, couleur
- Son : stéréo
- Dates de premières diffusions : 
  -  États-Unis : 10 septembre 2001 sur Lifetime
  -  France : 20 septembre 2002 sur M6

## Distribution
- Virginia Madsen (VF : Juliette Degenne) : Brenda Kniffen
- Jeffrey Nordling (VF : Michel Dodane) : Scott Kniffen
- Graham Beckel : Denver Dunn
- Robert Joy (VF : Olivier Destrez) : Sam Bennis
- Barbara Tarbuck : Marilyn Kniffen
- Casey Biggs :  Michael Snedeker
- John Billingsley (VF : Jean-Pierre Moulin) : Andrew Gindes
- Adrian Sparks (VF : Benoît Allemane) : Dick Kniffen
- Scott Paulin : Kevin Conway
- Maree Cheatham (VF : Régine Blaess) : Corene Oliver
- Ryan Wilson : Brian Kniffen à 6 ans
- Cody Dorkin : Brandon Kniffen à 9 ans
- Dan Byrd : Brian Kniffen (12 ans à 15 ans)
- Scott Bailey : Brandon Kniffen (15 ans à 21 ans)
- Gregory Smith : Brian Kniffen (16 ans à 18 ans)
- Deirdre O'Connell : Landry
- Diana Castle (VF : Françoise Rigal) : Vera Bradley
- Kitty Swink (en) : Lisa Short
- Tina Morasco : Janet
- Marc Vann (VF : Jean-Luc Kayser) : l'inspecteur Felton
- Spencer Garrett : Alvin McCuan
- Karina Logue (VF : Murielle Naigeon) : Debbie McCuan

 Source et légende : version française (VF) sur RS Doublage et selon le carton de doublage télévisuel.